# Shamsiel
Shamsiel ( arameo : שִׁמשִׁיאֵל, griego : Σεμιήλ), también deletreado Samsâpêêl , Shamshel , Shashiel o Shamshiel , fue el 16º Vigilante de los 20 líderes de los 200 ángeles caídos que se mencionan en el Libro de Enoc. El nombre significa "sol de Dios", lo cual es apropiado ya que se ha dicho que Shamsiel enseñó a los hombres las señales del sol  durante los días de Jared o Yered. Shamash (el dios sol de Babilonia) puede compartir alguna base mitológica con Shamsiel. 
Se dice que Shamsiel lideró 365 legiones de ángeles menores en el Zohar y que Dios lo asignó para proteger el Jardín del Edén después de que Adán y Eva fueran expulsados; comparable a los querubines. Aparentemente, existe cierto desacuerdo en las fuentes sobre si Shamsiel es un ángel caído; todavía se le considera el gobernante del cuarto cielo.[cita requerida]